# Bostrychopora dentata
Bostrychopora dentata is een mosdiertjessoort uit de familie van de Romancheinidae. De wetenschappelijke naam van de soort is, als Smittina dentata, voor het eerst geldig gepubliceerd in 1904 door Waters.